# Palæstra Svecana eller Den Adeliga Fächtare-konsten
Palæstra Svecana eller Den Adeliga Fächtare-konsten är den första boken om fäktning på svenska. Boken är författad av hovets fäktmästare Dietrich von Porat och tryck i Stockholm 1693 av David Kämpe. Boken innehåller 24 kopparstick utförda av Erik Reitz.
Teoretiskt stödjer sig von Porath främst på fäktmästarna Fabris, Capo Ferro och Giganti. Inledningen har så gott som kopierats från den danska förlagan, italienaren Salvator Fabris verk om fäktning. Fabris lät 1606 i Köpenhamn på italienska trycka sin Scientia d'arme, sedermera ett av fäktlitteraturens klassiska verk.